# 梅雷迪丝·迈克尔斯-贝尔鲍姆
梅雷迪丝·迈克尔斯-贝尔鲍姆（英語：Meredith Michaels-Beerbaum，1969年12月26日—），美国、德国女子马术运动员。她曾代表德国参加2008年、2012年和2016年夏季奥林匹克运动会马术比赛，其中2016年奥运会获得一枚铜牌。